# Gladys Werner
Gladys „Skeeter“ Werner (* 22. Dezember 1933 in Steamboat Springs, Colorado; † 20. Juli 2001 ebenda) war eine US-amerikanische Skirennläuferin. 
Werner war die älteste von drei Geschwistern, die es im alpinen Skisport zu Spitzenresultaten brachten. Sie schaffte ebenso wie ihre Brüder Buddy und Loris den Sprung in die US-amerikanische Skinationalmannschaft.
Bei ihrem Debüt im US-Ski-Team 1954 war sie dessen jüngstes Mitglied. 1956 nahm sie in Cortina d’Ampezzo an den Olympischen Winterspielen teil, wo sie Zehnte in der Abfahrt, 22. im Riesenslalom und 27. im Slalom wurde. Ihre aktive Sportlaufbahn beendete sie 1957 und gründete in ihrem Heimatort die Steamboat Ski School. 1968 heiratete sie den ehemaligen American-Football-Spieler Doak Walker, den sie zuvor in einem Skikurs betreut hatte. Mit ihm lebte sie bis zu ihrem Tod. Werner erlag 2001 einem Krebsleiden.